# San Ferdinando (Italia)
San Ferdinando (San Ferdinandu in calabrese) è un comune italiano di 4 357 abitanti della città metropolitana di Reggio Calabria in Calabria.

## Geografia fisica
San Ferdinando si affaccia sul golfo di Gioia Tauro sulla costa tirrenica in territorio completamente pianeggiante, l'altezza massima sul livello del mare è di 44 metri. Il suo territorio è completamente compreso nella Piana di Gioia Tauro. Con un'altitudine minima di 0 metri e una massima di 44, è il comune calabrese a minor escursione altimetrica (ossia la differenza tra altitudine massima e altitudine minima).

### Clima
- La classificazione climatica è la B.

## Storia
(F. Palermo, Vita e fatti di Vito Nunziante, p. 85, Firenze, Dai Tipi della Galileiana, 1839.)
Anticamente il territorio dell'odierna San Ferdinando fu parte della contea di Borrello, governata dalla famiglia Pignatelli, e ne seguì le vicende.
La zona intorno a San Ferdinando è entro i confini della città storica di Rosarno, che è il sito della città greca di Medma. Rosarno e dei suoi dintorni sorti durante la epoca bizantina ed è apparso per la prima volta nella storia in un documento nel 1037. La regola di Rosarno è stata molto controversa, a causa della sua importanza strategica nel dare una presa in consegna del fertile valle del fiume Mesima ed è stato controllato da vari feudatari, tra cui i Ruffo e le famiglie Pignatelli. Situato lungo il mare, San Ferdinando era una comunità pianificata per sostenere un importante progetto di lavori pubblici del XIX secolo per trasformare il malarico valle Mesima in una città agricola commerciale. A seguito di un forte terremoto nel 1783 la valle del fiume Mesima la piana di Rosarno è stato detto di aver affondato quasi un metro la creazione di cambiamenti significativi nel flusso d'acqua e la creazione di laghi e paludi. Questo cambiamento nella geologia e l'ecologia della zona prevista di un ambiente per la malaria per riprodursi. Ciò ha provocato morti che dimezzato la popolazione entro l'inizio del XIX secolo. Questo cataclisma lasciato strade percorribili e la distruzione della maggior parte degli edifici della zona.
In risposta a queste calamità il governo deciso di ricostruire per alleviare la disoccupazione, la povertà e l'arretratezza che regnava nelle province meridionali. Ciò ha incluso un piano per un migliore accesso se strade e ponti e la bonifica delle paludi malsane e laghi. Nel 1818, il re Ferdinando I autorizzato un progetto di governo finanziato per la bonifica di zone umide a Rosarno, come proposto dal generale Vito Nunziante. Il generale aveva familiarità con gli agricoltori locali, che erano esperti nella coltivazione della canapa, cereali, lino e l'allevamento dei bachi da seta e ha proposto lo sviluppo di un paese agricolo che impiegano l'ultimo best practice nel settore agricolo. Dopo le zone umide sono state prosciugate e adatto per la coltivazione, un piano per le piccole case e una chiesa è stata creata e le famiglie di Tropea zona e dei villaggi circostanti vi si stabilirono.
Nel 1823, la donna di 35 anni Pasquale Barbalace proveniva da Carciadi nelle vicinanze, il primo colono, con la moglie e i cinque figli - Antonia (nata Punturiero), Francesco, Pietro, Carlo, Giacomo e Antonio. Dopo si stabilì con la famiglia a San Ferdinando, il padre ha otto figli più ed era noto per la sua etica del lavoro straordinario e il dinamismo in vari sforzi nella creazione di comunità. Il paese che si dice egli abbia fondato si chiamava Romolo, dopo uno dei fondatori leggendari gemelli di Roma che sono stati sollevati dalla lupa. Dopo 30 anni (nel 1853), lavorando sodo a San Ferdinando, il signor Barbalace morì alla veneranda età di 96.
Nel corso dei prossimi anni (1823-1825) le famiglie che seguirono il signor Barbalace sono stati: Pantano e Tavella da S. Nicolò di Ricadi, Loiacono, Celi e Polimeni di S. Nicolò; Morano da Preitoni, Petracca da Lampazone, Rizzo, Taccone, e Naso da Spilinga, Tripodi da Brivadi; Loiacono da Orsigliadi; Punturiero da Carciadi e Falduti da Caroniti. Come le prospettive finanziarie e sociali sono state dimostrando positivo in questa nuova impresa, anni successivi ha portato le famiglie di: Pulella da Ricadi, Zungri e Mumoli da Lampazone; Bagnato da Comerconi e Rombola da Brattirò.
L'originale sei case, oggi ricordato come il "caso del Principe", sono stati costruiti lontano dal fiume Mesima e vicino alla spiaggia nella zona attuale di Via Bologna e Via Como e nei pressi di un modesto palazzo che egli generale Nunziante costruito per sé stesso (Recentemente la casa degli eredi di Pasquale Loiacono). Mentre sempre più famiglie venuto case sono state costruite lungo Via Bologna, Via Salerno, Via Rosarno, e all'angolo di via Magazzini, così come la Chiesa del Perdono (Chiesa del Perdono). Le piccole case a un piano, che sono state organizzate attorno ad un cortile, compresa una camera da letto, cucina, dispensa e servizi igienici e sono state fatte di pietra vulcanica inviato in barca dall'isola di Lipari dal marchese, Don Francesco Barresi, padre del generale Nunziante. Alcuni di questi sono ancora in piedi, nonostante i progressi della ricostruzione nel centro della città.
Mentre la città è cresciuta in dimensioni e cittadini prosperato, la città che era localmente noto come Casette, per via delle tipiche abitazioni piccole e basse, è stata ribattezzata San Ferdinando in onore del Re, che ha sponsorizzato lo sviluppo del territorio. Con decreto reale nº 597 del 28 ottobre 1831 la borgata di San Ferdinando venne eretta a villaggio del Comune di Rosarno. Mentre le case d'archivio dei documenti record in fase di costruzione dal 1823, il primo disco dei canoni di locazione pagati per case coloniche era nel 1840 e un contratto risalente al 1842 la registrazione il contratto di locazione di case di Don Paolo DeLauretis (erede di Nunziante) per un periodo di due anni per il Pantano, Loiacono, e altri delle famiglie originarie di San Ferdinando. La tariffa di base è stato di 4 ducati, con 6 ducati per quelli con camere singole. Oltre alle tasse, gli inquilini sono stati costretti a disboscare e migliorare la loro proprietà.
Nonostante l'afflusso di famiglie dai villaggi circostanti, nel 1842 generale Nunziante ha voluto assumere più manodopera qualificata per la costruzione di più case per far crescere l'impresa commerciale della città. Si voltò verso il governo borbonico di arruolare il lavoro degli uomini condannati per reati comuni, che avevano dimostrato un buon comportamento e aveva prestato meno di quattro anni dalla loro pena. Il governo ha accettato e Nunziante pagato loro un salario, per assicurarsi che fossero in grado di essere alloggiati e pagare il governo la pena associata con il loro crimine. Molti uomini, con l'intenzione di riabilitare se stessi piuttosto che rimanere in prigione accettato l'offerta e ha lavorato fianco a fianco con gli altri coloni. Questa pratica di impiegare piccoli criminali è durato per un paio di decenni fino al 1862.
Di seguito è riportato un elenco di questi uomini dalla registri parrocchiali e dei documenti tribunali durante questi 20 anni: Del Vecchio da Ioppolo; Contartese da Ricadi, Tambaro da Scafati; Naccarato da Cosenza, da Pantano Brivadi; Megna da Coccorino, Russo e Falcone da S. Maria Capua Vetere; Baglivo da Potenza; Bovolo di Torre del Greco; Zavaglia da Polistina; Porretti da Monteleone, e Faggiano, Ferraro, Pignatelli, Cusano e da varie altre parti del regno. La maggior parte proveniva da Campagna, Sicilia e Basilicata.
Nel 1891, durante la costruzione del tratto ferroviario Gioia Tauro-Nicotera, fu inizialmente previsto che la ferrovia sarebbe passata da San Ferdinando che avrebbe così avuto una stazione; successivamente il progetto fu modificato e la stazione portata a Rosarno.
Rimase frazione di Rosarno fino al 28 novembre 1977 quando con legge regionale nº 28 San Ferdinando fu dichiarato Comune autonomo.

### Stemma e gonfalone
La descrizione dello stemma comunale, concesso con D.P.R. del 22 febbraio 1990 insieme al gonfalone, è la seguente:
mentre quella relativa al gonfalone è:

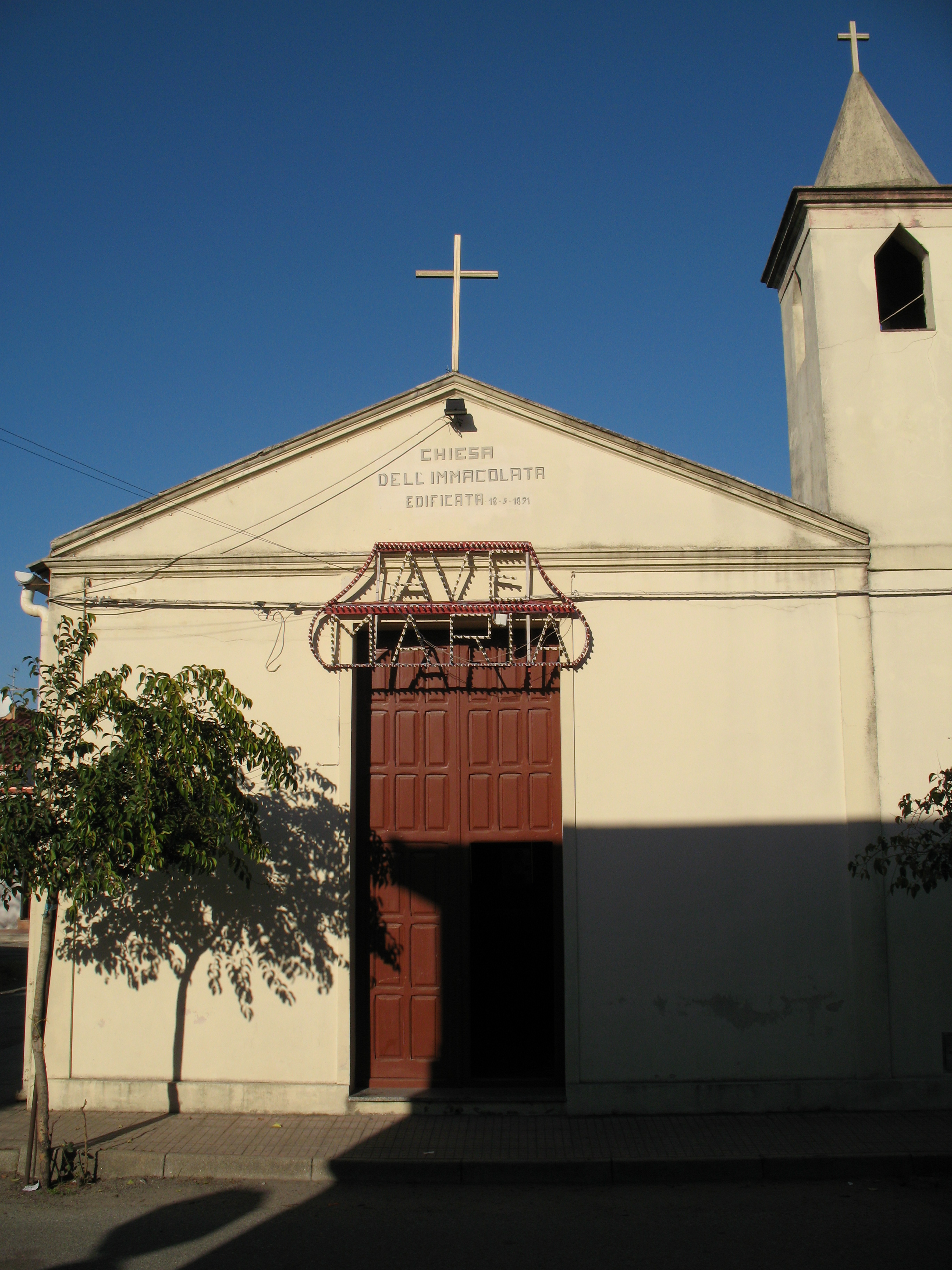
Chiesa dell'Immacolata

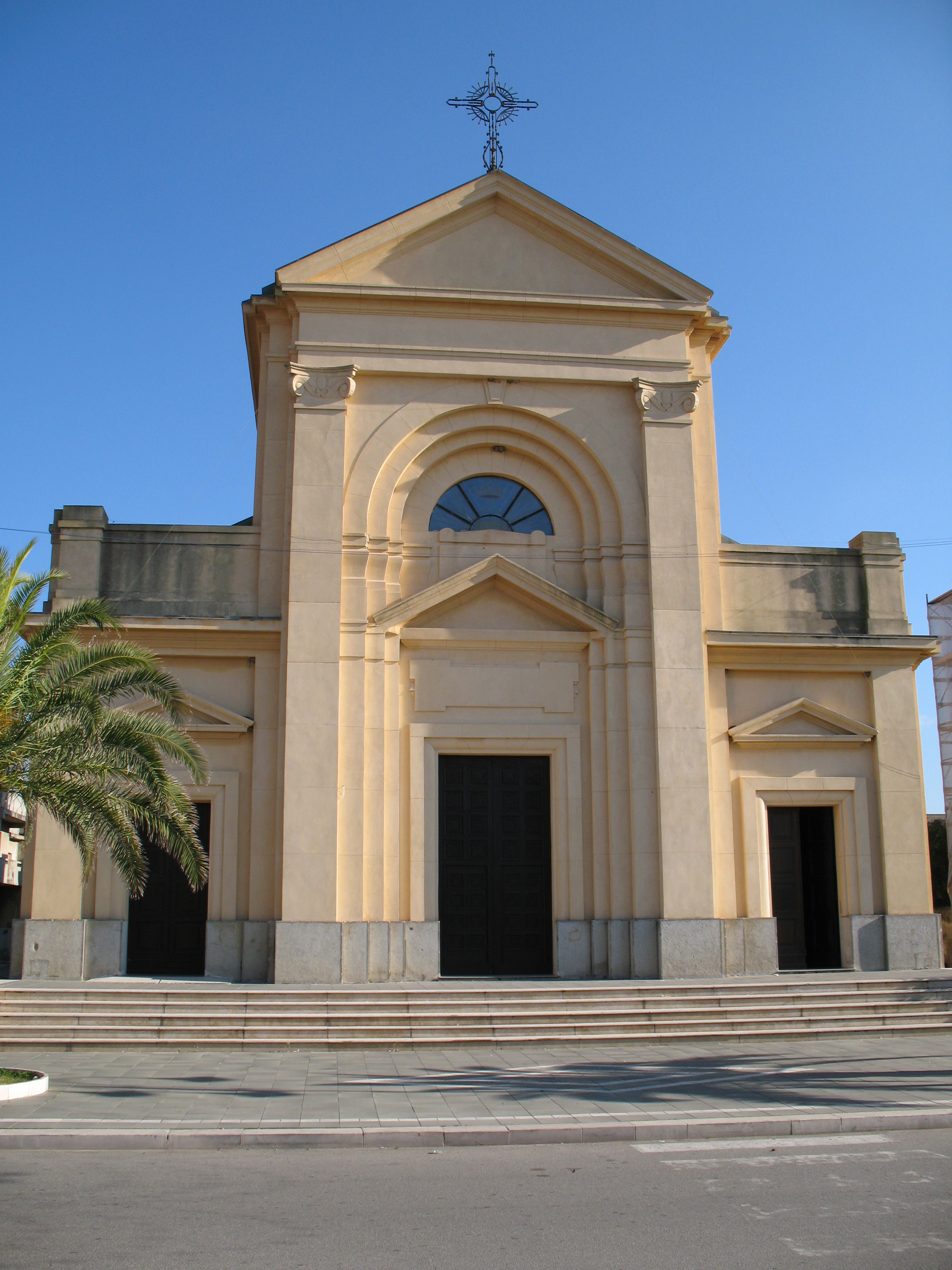
Chiesa Matrice

## Società

### Evoluzione demografica

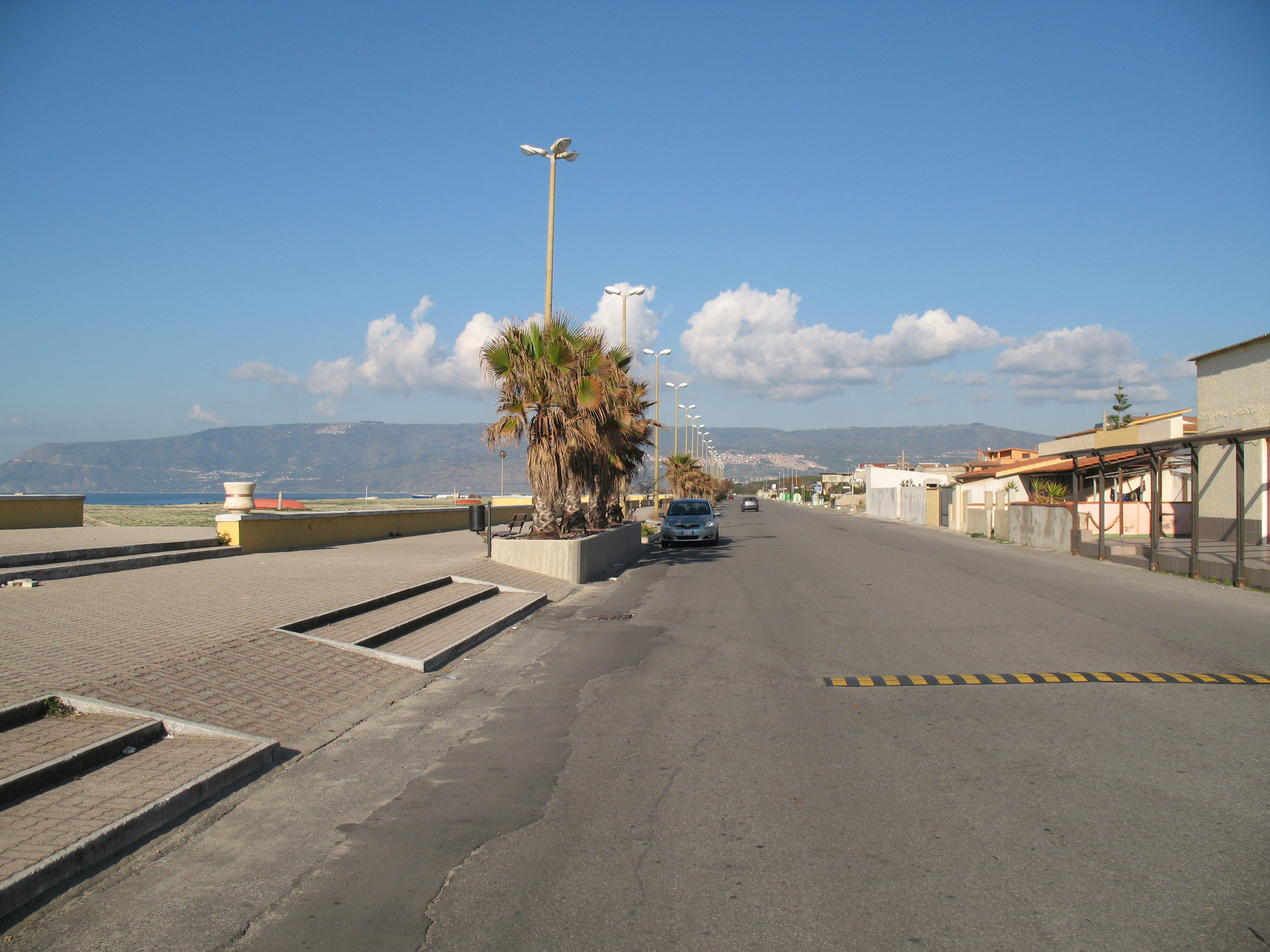
Viale Autonomia (lungomare)

Abitanti censiti

### Etnie e minoranze straniere
La cittadina è tristemente famosa per le tendopoli-ghetto in cui vivono i migranti braccianti nella piana di Gioia Tauro, causando la morte di svariati di loro. Al 31 dicembre 2017, gli stranieri regolari a San Ferdinando erano 1041 (850 maschi e 191 femmine). Le principali comunità rappresentate erano le seguenti:
- Mali 299
- Gambia 128
- Senegal 123
- Bulgaria 91
- Romania 85
- Ghana 46
- Costa d'Avorio 38
- Marocco 38
- Nigeria 32
- Ucraina 30

## Economia
L'attività principale è basata sull'agricoltura (principalmente agrumi) e sulla pesca. Presente anche l'allevamento. Per quanto riguarda l'industria sono presenti vari piccole attività che riguardano soprattutto il settore conserviero, edile e meccanico. Una buona fonte di sviluppo viene data dal porto di Gioia Tauro che sorge in prossimità del paese.

## Infrastrutture e trasporti

### Strade
San Ferdinando è collegato dalla SP51, alla Strada statale 18 Tirrena Inferiore.

### Porti

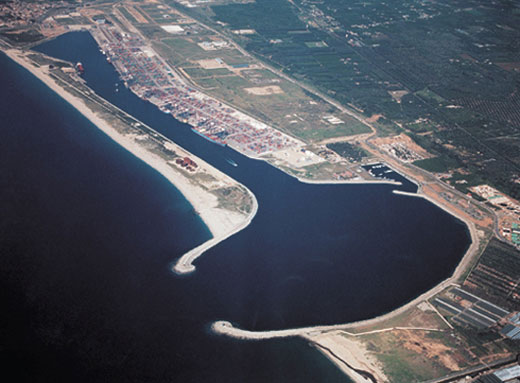
Porto di Gioia Tauro

Nel territorio comunale si trova il porto di Gioia Tauro, situato tra i comuni di Gioia Tauro e San Ferdinando. È principalmente un hub di trasbordo che collega le reti globali e regionali che attraversano il Mediterraneo.

## Amministrazione
Il sindaco è Gianluca Gaetano, eletto il 12 giugno 2022 con la lista Civica "Vivi San Ferdinando"